# Phi Gruis
Phi Gruis (97 Gruis) é uma estrela na direção da constelação de Grus. Possui uma ascensão reta de 23h 18m 09.79s e uma declinação de −40° 49′ 26.6″. Sua magnitude aparente é igual a 5.54. Considerando sua distância de 113 anos-luz em relação à Terra, sua magnitude absoluta é igual a 2.84. Pertence à classe espectral F5V.